# Believe (Staind)
Believe è il primo singolo tratto dall'album The Illusion of Progress degli Staind.

## Significato
<< "A volte nella vita abbiamo bisogno che qualcuno creda in noi, e questa canzone rappresenta il grido di chi non vuole più essere ignorato" >>. Con queste parole Aaron Lewis chiarisce il significato della canzone in un'intervista tenuta per Rock TV in occasione dell'ultima performance italiana degli Staind.